# NGC 5463B
NGC 5463B — эллиптическая галактика (E3) в созвездии Волопас.
Этот объект не входит в число перечисленных в оригинальной редакции «Нового общего каталога» и был добавлен позднее.